# Drum (Vlasenica)
Pour les articles homonymes, voir Drum (homonymie).
Drum (en serbe cyrillique : Друм) est un village de Bosnie-Herzégovine. Il est situé dans la municipalité de Vlasenica et dans la république serbe de Bosnie. Selon les premiers résultats du recensement bosnien de 2013, il compte 166 habitants.

## Démographie

### Évolution historique de la population dans la localité
| 1948 | 1953 | 1961 | 1971 | 1981 | 1991 | 2013 |
| ---- | ---- | ---- | ---- | ---- | ---- | ---- |
| -    | -    | 152  | 340  | 526  | 724  | 166  |

|  |